# Németh Lajos-díj
A Németh Lajos-díj a képzőművészet, az iparművészet és a fotóművészet; illetve ezek határterületein végzett kiemelkedő művészettörténészi, művészetírói, műelméleti vagy műkritikusi tevékenység elismerésére adományozható állami kitüntetés. (Korábban a művészettel foglalkozó szakemberek is Munkácsy-díjat kaptak). A díjat 2000-ben alapították, nevét Németh Lajos Széchenyi-díjas művészettörténészről kapta.
A díjat évente, március 15-én, három személy kaphatja.
A kitüntetett adományozást igazoló okiratot és érmet kap.
Az érem négyzet alakú, bronzból készült, mérete 60×60, vastagsága 10 milliméter. Az érem alkotója Csiky Tibor szobrászművész, kivitelezője és a hátlap tervezője Budahelyi Tibor szobrászművész. Előoldalát geometrikus kompozíció díszíti, hátoldala NÉMETH LAJOS-DÍJ felirattal van ellátva.

## 2022
- Banner Zoltán művészettörténész, író, előadóművész.[1]

## 2020
- Gopcsa Katalin művészettörténész

## 2019
- Sulyok Miklós, a Budapest Galéria művészettörténésze, az MMA levelező tagja
- Szeifert Judit művészettörténész, a Magyar Nemzeti Galéria osztályvezető főmuzeológusa

## 2018
- Készman József művészettörténész, a szombathelyi Eötvös Loránd Tudományegyetem Savaria Egyetemi Központ oktatója

## 2016
- Jurecskó László, művészettörténész, műkereskedő.

## 2015
- Bárdosi József művészettörténész, muzeológus

## 2014
- Dr. Bordács Andrea szerkesztő, főiskolai docens, igazgató

## 2013
- Plesznivy Edit művészettörténész

## 2012
- Szipőcs Krisztina művészettörténész, Ludwig Múzeum – Kortárs Művészeti Múzeum
- Prakfalvi Endre művészettörténész, Magyar Építészeti Múzeum
- Dr. Aknai Tamás művészettörténész

## 2011
- Gergely Mariann művészettörténész, MNG
- Horváth János Milán művészettörténész, Somogy Megyei Múzeum
- Hushegyi Gábor művészettörténész, Szlovák Nemzeti Múzeum

## 2010
- Dr. Albertini Béla fotótörténész, művészettörténész,
- Fabényi Júlia művészettörténész, a Baranya Megyei Múzeumok Igazgatósága főigazgatója
- Hornyik Sándor művészettörténész, az MTA Művészettörténeti Kutatóintézet Lexikongyűjtemény vezetője

## 2009
- Angel Judit művészettörténész
- Horányi Attila műkritikus, esztéta
- Mélyi József művészettörténész, műkritikus

## 2008
- Százados László, a Magyar Nemzeti Galéria művészettörténésze
- Timár Katalin, a Ludwig Múzeum-Kortárs Művészeti Múzeum művészettörténésze
- Turai Hedvig művészettörténész

## 2007
- Dr. Ferkai András, a Magyar Iparművészeti Egyetem Elméleti Intézet igazgatója, építészettörténész
- Sebők Zoltán művészeti esszéíró
- Várkonyi György, a Pécsi Tudományegyetem Művészeti Kar és Művészettörténeti Tanszék művészettörténésze

## 2006
- Bán András, műkritikus, a Miskolci Egyetem oktatója
- Nagy T. Katalin, művészettörténész, az Eszterházy Károly Főiskola, Eger oktatója
- Sturcz János, művészettörténész, kritikus

## 2005
- Sasvári Edit, a Fővárosi Képtár igazgatóhelyettese
- Tatai Erzsébet, a Magyar Tudományos Akadémia Művészettörténeti Kutatóintézet tudományos kutatója
- Dr. Zwickl András, a Magyar Nemzeti Galéria főmuzeológus művészettörténésze

## 2004
- Bakos Katalin művészettörténész
- Markója Csilla művészettörténész
- N. Mészáros Júlia művészettörténész

## 2003
- Askercz Éva, a Soproni Múzeum főmuzeológusa
- Hajdu István műkritikus, szerkesztő
- Molnár Éva művészettörténész

## 2002
- Peternák Miklós művészettörténész
- Sinkovits Péter művészettörténész
- Szücs György művészettörténész

## 2001
- Murádin Jenő művészettörténész
- Nagy Ildikó művészettörténész
- Passuth Krisztina művészettörténész

## 2000
- András Edit művészettörténész
- Tímár Árpád művészettörténész